# Песочинский, Лаврин
Лаврин Песочинский (ок. 1550—1606) — западнорусский шляхтич, государственный деятель и дипломат Речи Посполитой

## Биография
Происходил из волынского шляхетского рода Песочинских герба Лис. Сын Гневоша Песочинского из свиты князей Острожских. Его матерью была Мария Кенувская (дочки Андрея Куневского, городничего кременецкого). Родился между 1550 и 1555 годами. Получил хорошее образование. Находился на попечении матери до 1570 года, когда обратился к брацлавскому воеводе князю Роману Сангушко с просьбой, чтобы тот позволил ему выкупить село Песочное.
В 1569 году становится писарем русской канцелярии (до 1594 года). Благодаря браку с представительницей рода Дубицких приобрел имения на Брацлавщине, стал именоваться брацлавским шляхтичем. Также за женой получил земли в Виленском, Берестейском и Новогрудском воеводствах. В 1577 году судился с отчимом П. Бучайским за нападение на свой дом в Куневе. Конфликты с Бучайскими закончились только в 1586 году, когда Песочинский выкупил все Куневское имение за 1000 коп денег. Лаврин Песочинский отстаивал также свое право на часть расположенных в Кременецком повете имений, наследство по материнской линии своей жены.
С 1581 года Лаврин Песочинский пожизненно, по королевской привилегии, владел селом Выползов в Киевском воеводстве. В 1582 году назначается брацлавским подкоморием. В 1594 году он оказался в шляхетском лагере под Брацлавом, на который напал отряд казаков и мещан во главе с Северином Наливайко. В течение 1583—1586 годов судился на родительское наследство жены, в конце концов получил села Жорнвищи, Песчаную, Головачевцы, городок Каменногорка, а также 4000 коп литовских денег в качестве компенсации за потерянную выгоду в течение этих лет.
В 1589 году, 20 мая, польский король Сигизмунд III Ваза напоминает шляхте и всем жителям Польши, а также правительственным лицам Киевского, Брацлавского и Волынского воеводств об отложении в судах рассмотрения всех дел с брацлавским подкоморием Лаврином Песочинским до освобождения его от депутатских обязанностей по укладу с «домом Ракуским» [Австрией].
Впрочем, в 1590 году на имение Жорнищи совершено нападение слугами Януша Збаражского, что повлекло за собой долгий конфликт за обладание большим Жорнищинским имением (длился до 1603 года, завершившись в пользу Песочинского). В 1595 году был послом от Волынского воеводства на вальный сейм. В 1598 году Лаврин Песочинский судился за город Браилов, пытаясь перебрать его в собственность, но без успеха.
В 1601 году Лаврин становится королевским секретарем. В этой должности выполнял различные дипломатические поручения короля Сигизмунда III в Крымском ханстве (1601, 1602, 1603 годов). В ходе переговоров он достаточно подробно записал в своей «Посольской книге» — симбиозе ежедневных записей и копий писем, которые посылались королю, сенаторам и другим влиятельным чиновникам Речи Посполитой.
В 1601—1603 годах избирался послом от Брацлавского воеводства на вальный сейм в Варшаве. Являлся также депутатом Коронного трибунала. Скончался между 9 января и 17 мая 1606 года.

## Семья и дети
Жена — Магдалена, дочь Павла Дубицкого. Их дети:
- Александр (1580—1646)
- Елена-Александра, жена Александра Кропивницкого
- Магдалена, жена Теодора Тишу-Быковского
- Яков (1597/1598 — после 1647), чашник брацлавский
- Феодора (Барбара), монахиня Люблинского монастыря босых кармелиток.